# يامازاكي مازاك
شركة يامازاكي مازاك (باليابانية: ヤマザキマザック株式会社 يامازاكي مازاك كابوشكي كايشا) هي شركة لتصنيع آلات التشغيل مركزها الرئيسي في أوغوتشي، محافظة آيتشي، اليابان. تعرف الشركة باسم مازاك Mazak في الولايات المتحدة الأمريكية ودول العالم الأخرى.

## تاريخ
تأسست الشركة عام 1919 في ناغويا على يد ساساكيتشي يامازاكي وكانت شركة تهتم بصناعة الطناجر وأوعية الطهو. وفي عشرينات القرن العشرين تدرجت الشركة من صناعة آلات صناعة البسط، إلى آلات تشغيل الخشب وآلات تشغيل المعادن والمخارط على وجه الخصوص. كانت الشركة من أعمدة الصناعة اليابانية قبل وأثناء الحرب العالمية الثانية ومثل الكثير من الشركات اليابانية تحدد نشاطها بعد الحرب. عاد النشاط للشركة في خمسينات وستينات القرن العشرين على يد ابن مؤسس الشركة وعملت على فتح أسواق تصدير إلى الولايات المتحدة الأمريكية. وفي السبعينات والثمانينات افتتحت معمل في الولايات المتحدة أصبحت أكبر مورد لآلات القطع في الولايات المتحدة ومنذ ذلك الوقت أصبحت من أشهر الشركات عالمياً في مجال تصنيع آلات التشغيل.

## تسلسل نشاط الشركة
- 1919 - تأسيس شركة يامازاكي باسم (山崎鉄工所 يامازاكي تيكّوشو)
- 1931 - بداية تصنيع آلات تشغيل المعادن
- 1963 - بداية التصدير إلى الولايات المتحدة
- 1974 - افتتاح معمل الشركة في كنتاكي
- 1983 - بداية التصنيع في بريطانيا
- 1985 - تغيير الاسم إلى يامازاكي مازاك
- 1987 - بداية تصنيع آلات سي إن سي
- 1992 - افتتاح معمل في سنغافورة

## وصلات خارجية
- موقع شركة يامازاكي مازاك